# Seven de la República Femenino Juvenil 2024
El Seven de la República Femenino Juvenil de 2024 fue la quinta edición del torneo de rugby 7 para uniones provinciales afiliadas a la Unión Argentina de Rugby. Se llevó a cabo el 7 y 8 de diciembre de 2024 en Yarará una de las sedes del Paraná Rowing Club.
La Unión Cordobesa de Rugby consiguió su primer título al derrotar 36-5 a la URBA en la final.

## Equipos participantes
Participaron de esta edición doce equipos: las seis campeones de cada región (Centro, NOA, NEA, Oeste, Pampeana y Patagónica) y las seis uniones no clasificadas con la mayor cantidad de jugadoras juveniles fichadas.
| Equipo       | Unión                                                | Vía de clasificación |
| ------------ | ---------------------------------------------------- | -------------------- |
| Alto Valle   | Unión de Rugby del Alto Valle de Río Negro y Neuquén |                      |
| Austral      | Unión de Rugby Austral                               |                      |
| Buenos Aires | Unión de Rugby de Buenos Aires                       |                      |
| Córdoba      | Unión Cordobesa de Rugby                             |                      |
| Cuyo         | Unión de Rugby de Cuyo                               |                      |
| Entre Ríos   | Unión Entrerriana de Rugby                           |                      |
| Formosa      | Unión de Rugby de Formosa                            |                      |
| Misiones     | Unión de Rugby de Misiones                           |                      |
| Oeste        | Unión de Rugby del Oeste de Buenos Aires             |                      |
| Rosario      | Unión de Rugby de Rosario                            |                      |
| Salta        | Unión de Rugby de Salta                              |                      |
| Tucumán      | Unión de Rugby de Tucumán                            |                      |

## Fase de grupos

### Zona 1
| Pos. | Equipos      | Partidos | Partidos | Partidos | Tantos | Tantos | Tantos | Pts. |
| Pos. | Equipos      | G        | E        | P        | PF     | PC     | DP     | Pts. |
| ---- | ------------ | -------- | -------- | -------- | ------ | ------ | ------ | ---- |
| 1.°  | Buenos Aires | 2        | 0        | 0        | 47     | 12     | +35    | 4    |
| 2.°  | Misiones     | 1        | 0        | 1        | 56     | 14     | +42    | 2    |
| 3.°  | Alto Valle   | 0        | 0        | 2        | 0      | 77     | -77    | 0    |

|  | Semifinales 1.° al 4.° puesto.  |
|  | Semifinales 5.° al 8.° puesto.  |
|  | Semifinales 9.° al 12.° puesto. |

| 7 de diciembre | Buenos Aires | 33 - 0  | Alto Valle | Paraná Rowing Club, Paraná |  |
|                |              | Reporte |            |                            |  |

| 7 de diciembre | Misiones | 44 - 0  | Alto Valle | Paraná Rowing Club, Paraná |  |
|                |          | Reporte |            |                            |  |

| 7 de diciembre | Buenos Aires | 14 - 12 | Misiones | Paraná Rowing Club, Paraná |  |
|                |              | Reporte |          |                            |  |

### Zona 2
| Pos. | Equipos | Partidos | Partidos | Partidos | Tantos | Tantos | Tantos | Pts. |
| Pos. | Equipos | G        | E        | P        | PF     | PC     | DP     | Pts. |
| ---- | ------- | -------- | -------- | -------- | ------ | ------ | ------ | ---- |
| 1.°  | Córdoba | 2        | 0        | 0        | 96     | 0      | +96    | 4    |
| 2.°  | Oeste   | 1        | 0        | 1        | 15     | 51     | -36    | 2    |
| 3.°  | Formosa | 0        | 0        | 2        | 5      | 65     | -60    | 0    |

|  | Semifinales 1.° al 4.° puesto.  |
|  | Semifinales 5.° al 8.° puesto.  |
|  | Semifinales 9.° al 12.° puesto. |

| 7 de diciembre | Córdoba | 50 - 0  | Formosa | Paraná Rowing Club, Paraná |  |
|                |         | Reporte |         |                            |  |

| 7 de diciembre | Oeste | 15 - 5  | Formosa | Paraná Rowing Club, Paraná |  |
|                |       | Reporte |         |                            |  |

| 7 de diciembre | Córdoba | 46 - 0  | Oeste | Paraná Rowing Club, Paraná |  |
|                |         | Reporte |       |                            |  |

### Zona 3
| Pos. | Equipos | Partidos | Partidos | Partidos | Tantos | Tantos | Tantos | Pts. |
| Pos. | Equipos | G        | E        | P        | PF     | PC     | DP     | Pts. |
| ---- | ------- | -------- | -------- | -------- | ------ | ------ | ------ | ---- |
| 1.°  | Tucumán | 2        | 0        | 0        | 63     | 0      | +63    | 4    |
| 2.°  | Austral | 1        | 0        | 1        | 29     | 36     | -7     | 2    |
| 3.°  | Rosario | 0        | 0        | 2        | 0      | 56     | -56    | 0    |

|  | Semifinales 1.° al 4.° puesto.  |
|  | Semifinales 5.° al 8.° puesto.  |
|  | Semifinales 9.° al 12.° puesto. |

| 7 de diciembre | Tucumán | 27 - 0  | Rosario | Paraná Rowing Club, Paraná |  |
|                |         | Reporte |         |                            |  |

| 7 de diciembre | Austral | 29 - 0  | Rosario | Paraná Rowing Club, Paraná |  |
|                |         | Reporte |         |                            |  |

| 7 de diciembre | Tucumán | 36 - 0  | Austral | Paraná Rowing Club, Paraná |  |
|                |         | Reporte |         |                            |  |

### Zona 4
| Pos. | Equipos    | Partidos | Partidos | Partidos | Tantos | Tantos | Tantos | Pts. |
| Pos. | Equipos    | G        | E        | P        | PF     | PC     | DP     | Pts. |
| ---- | ---------- | -------- | -------- | -------- | ------ | ------ | ------ | ---- |
| 1.°  | Cuyo       | 2        | 0        | 0        | 54     | 12     | +42    | 4    |
| 2.°  | Salta      | 1        | 0        | 1        | 29     | 31     | -2     | 2    |
| 3.°  | Entre Ríos | 0        | 0        | 2        | 12     | 52     | -40    | 0    |

|  | Semifinales 1.° al 4.° puesto.  |
|  | Semifinales 5.° al 8.° puesto.  |
|  | Semifinales 9.° al 12.° puesto. |

| 7 de diciembre | Salta | 17 - 12 | Entre Ríos | Paraná Rowing Club, Paraná |  |
|                |       | Reporte |            |                            |  |

| 7 de diciembre | Cuyo | 35 - 0  | Entre Ríos | Paraná Rowing Club, Paraná |  |
|                |      | Reporte |            |                            |  |

| 7 de diciembre | Salta | 12 - 19 | Cuyo | Paraná Rowing Club, Paraná |  |
|                |       | Reporte |      |                            |  |

## Fase final

### 1.º al 4.º puesto
|  | Semifinales  | Semifinales  | Semifinales |         |              | Final            | Final            | Final            |  |
|  |              |              |             |         |              |                  |                  |                  |  |
|  |              |              |             |         |              |                  |                  |                  |  |
|  | Buenos Aires | Buenos Aires | 17          |         |              |                  |                  |                  |  |
|  | Buenos Aires | Buenos Aires | 17          |         |              |                  |                  |                  |  |
|  | Cuyo         | Cuyo         | 0           |         |              |                  |                  |                  |  |
|  | Cuyo         | Cuyo         | 0           |         | Buenos Aires | Buenos Aires     | 5                |                  |  |
|  |              |              |             |         | Buenos Aires | Buenos Aires     | 5                |                  |  |
|  |              |              | Córdoba     | Córdoba | 36           |                  |                  |                  |  |
|  | Córdoba      | Córdoba      | Córdoba     | Córdoba | 36           | 20               |                  |                  |  |
|  | Córdoba      | Córdoba      |             |         |              | 20               |                  |                  |  |
|  | Tucumán      | Tucumán      | 0           |         |              | Final 3.º puesto | Final 3.º puesto | Final 3.º puesto |  |
|  | Tucumán      | Tucumán      | 0           |         |              | Final 3.º puesto | Final 3.º puesto | Final 3.º puesto |  |
|  |              |              |             |         |              |                  |                  |                  |  |
|  |              |              |             |         |              | Cuyo             | Cuyo             | 24               |  |
|  |              |              |             |         |              | Cuyo             | Cuyo             | 24               |  |
|  |              |              |             |         |              | Tucumán          | Tucumán          | 12               |  |
|  |              |              |             |         |              | Tucumán          | Tucumán          | 12               |  |
|  |              |              |             |         |              |                  |                  |                  |  |

### 5.º al 8.º puesto
|  | Semifinales | Semifinales | Semifinales |         |          | Final 5.º puesto | Final 5.º puesto | Final 5.º puesto |  |
|  |             |             |             |         |          |                  |                  |                  |  |
|  |             |             |             |         |          |                  |                  |                  |  |
|  | Misiones    | Misiones    | 31          |         |          |                  |                  |                  |  |
|  | Misiones    | Misiones    | 31          |         |          |                  |                  |                  |  |
|  | Salta       | Salta       | 5           |         |          |                  |                  |                  |  |
|  | Salta       | Salta       | 5           |         | Misiones | Misiones         | 39               |                  |  |
|  |             |             |             |         | Misiones | Misiones         | 39               |                  |  |
|  |             |             | Austral     | Austral | 0        |                  |                  |                  |  |
|  | Oeste       | Oeste       | Austral     | Austral | 0        | 5                |                  |                  |  |
|  | Oeste       | Oeste       |             |         |          | 5                |                  |                  |  |
|  | Austral     | Austral     | 24          |         |          | Final 7.º puesto | Final 7.º puesto | Final 7.º puesto |  |
|  | Austral     | Austral     | 24          |         |          | Final 7.º puesto | Final 7.º puesto | Final 7.º puesto |  |
|  |             |             |             |         |          |                  |                  |                  |  |
|  |             |             |             |         |          | Salta            | Salta            | 37               |  |
|  |             |             |             |         |          | Salta            | Salta            | 37               |  |
|  |             |             |             |         |          | Oeste            | Oeste            | 0                |  |
|  |             |             |             |         |          | Oeste            | Oeste            | 0                |  |
|  |             |             |             |         |          |                  |                  |                  |  |

### 9.º al 12.º puesto
|  | Semifinales | Semifinales | Semifinales |         |            | Final 9.º puesto  | Final 9.º puesto  | Final 9.º puesto  |  |
|  |             |             |             |         |            |                   |                   |                   |  |
|  |             |             |             |         |            |                   |                   |                   |  |
|  | Alto Valle  | Alto Valle  | 5           |         |            |                   |                   |                   |  |
|  | Alto Valle  | Alto Valle  | 5           |         |            |                   |                   |                   |  |
|  | Entre Ríos  | Entre Ríos  | 17          |         |            |                   |                   |                   |  |
|  | Entre Ríos  | Entre Ríos  | 17          |         | Entre Ríos | Entre Ríos        | 12                |                   |  |
|  |             |             |             |         | Entre Ríos | Entre Ríos        | 12                |                   |  |
|  |             |             | Rosario     | Rosario | 0          |                   |                   |                   |  |
|  | Formosa     | Formosa     | Rosario     | Rosario | 0          | 5                 |                   |                   |  |
|  | Formosa     | Formosa     |             |         |            | 5                 |                   |                   |  |
|  | Rosario     | Rosario     | 10          |         |            | Final 11.º puesto | Final 11.º puesto | Final 11.º puesto |  |
|  | Rosario     | Rosario     | 10          |         |            | Final 11.º puesto | Final 11.º puesto | Final 11.º puesto |  |
|  |             |             |             |         |            |                   |                   |                   |  |
|  |             |             |             |         |            | Alto Valle        | Alto Valle        | 24                |  |
|  |             |             |             |         |            | Alto Valle        | Alto Valle        | 24                |  |
|  |             |             |             |         |            | Formosa           | Formosa           | 0                 |  |
|  |             |             |             |         |            | Formosa           | Formosa           | 0                 |  |
|  |             |             |             |         |            |                   |                   |                   |  |

| Bandera de la Provincia de Córdoba |
| Córdoba Campeón                    |
| Primer título                      |